# Gneo Cornelio Cosso
Gneo Cornelio Cosso (Roma, ... – ...; fl. V secolo a.C.) è stato un politico e militare romano del V secolo a.C..

## Tribunato consolare
Nel 414 a.C. fu eletto tribuno consolare con Quinto Fabio Vibulano Ambusto, Lucio Valerio Potito e Marco Postumio Regillense.
In quell'anno Bola, espugnata l'anno precedente dai romani che discutevano se inviarvi dei loro coloni, fu riconquistata e fortificata dagli Equi; il Senato romano decise di affidare la campagna a Marco Postumio.
Marco Postumio condusse l'esercito romano alla vittoria contro gli Equi, ma si inimicò i soldati, mancando la promessa di dividere con essi il bottino di guerra. Richiamato a Roma, durante una accesa discussione in assemblea con i tribuni della plebe, si espresse con espressioni dure nei confronti dei soldati.
Nel campo militare, quando giunse notizia di quanto accaduto a Roma, ci furono grossi tumulti, che Marco Postumio affrontò con eccessiva durezza, tanto che durante i nuovi tumulti, nati per la sua decisione di mandare a morte alcuni soldati, fu lapidato dai suoi stessi soldati.
I tribuni della plebe impedirono ai tribuni consolari di aprire un'inchiesta sull'accaduto.

## Consolato
Gneo Cornelio Cosso divenne console nel 409 a.C. insieme a Lucio Furio Medullino, al suo secondo consolato.
Grazie all'attivismo di tre tribuni della plebe della famiglia degli Icili, per la prima volta furono eletti 3 questori di estrazione plebea (Quinto Silio, Publio Elio e Gaio Papio).
Rinvigoriti da questo successo i tribuni si opposero alla leva, necessaria per rispondere alle razzie di Equi e Volsci, nei territori degli alleati Latini ed Ernici, sperando in tal modo di ottenere altre concessioni per la plebe. Alla fine ci si accordò perché l'anno seguente fossero eletti tribuni consolari, anche se il Senato ottenne che all'elezione non vi potesse partecipare alcun rappresentante della famiglia degli Icili.
Organizzato l'esercito i consoli mossero alla volta di Carvento, conquista dai Volsci ed Equi, senza però riuscire a riprenderla, riconquistando Verrugine nel territorio dei Volsci.